# Милонас, Спиридон Иванович
Спиридон Иванович Милонас (1778 — 1837) — капитан 1 ранга.

## Биография
25 мая 1794 года поступил в Греческий корпус.
16 января 1796 года переведен в Морской кадетский корпус.
21 октября 1798 года произведен в чин гардемарина.
В 1799 году находился в плавании на корабле «Глеб».
В 1800 году находился в крейсерстве на фрегате «Богоявление».
21 октября 1800 года произведен в чин мичмана.
В 1802 году совершил морскую компанию на транспорте «Шарлотта».
В 1803 году служил на корабле «София и Магдалина».
22 октября 1804 года переведен на Черноморский флот.
В 1805 году на корабле «Св. Павел» совершил переход на Средиземное море.
В 1805—1808 году на 66-пуш. корабле «Азия» под командованием капитан-командора Г. Г. Белли участвовал в военных действиях в Средиземном и Адриатическом морях.
28 мая 1808 года произведен в чин лейтенанта.
В 1808 году служил на корабле «Седель-Бахр».
В 1809 году служил на корвете «Диомид».
С 22 октября 1809 года по 15 апреля 1811 года находился в Триестинском морском госпитале для присмотра за больными.
С 29 июля 1811 года по 30 марта 1812 года служил в 10-м гребном экипаже в г. Николаеве.
С 5 апреля 1812 года по 20 марта 1815 года служил флаг-офицером при командующем Дунайской флотилией.
С 20 марта 1815 года по 14 апреля 1816 года командовал брандвахтой на канонерских лодках № 45 и № 21 в устье реки Репиды выше крепости Измаил.
26 ноября 1816 года награждён орденом Св. Георгия 4-й степени.
18 апреля 1818 года назначен капитаном над портом на Дунае с переводом 26 июня того же года в 33-й флотский экипаж и производством в чин капитан-лейтенанта.
10 июля 1822 года переведен в 38-й флотский экипаж.
6 мая 1827 года назначен капитаном над дунайскими портами. 6 декабря того же года произведен в чин капитана 2-го ранга.
В мае 1828 года по личному указанию Николая I, командовал двадцатью судами и исполнял обязанности начальника штаба по морской части при переправе русских войск через Дунай. 25 июня 1828 года награждён орденом Св. Анны 2-й степени.
25 июня 1831 года произведен в чин капитана 1-го ранга.
15 января 1836 года назначен командиром Астраханского порта.
16 июля 1837 года выключен из списков умершим.

## Семья
Жена: Клара Ивановна Кортаци.
Дети: Аделаида-Теодалинда, Анастасия, Николай, Аристид, Елена, Елизавета, Мария, Епаминонд, Екатерина, Надежда, Александр, Клеопатра, Матильда.